# Nederlandse kampioenschappen schaatsen afstanden 2015 - 1500 meter vrouwen
De Nederlandse kampioenschappen schaatsen afstanden 2015 - 1500 meter vrouwen worden gehouden in oktober 2014 in Thialf, Heerenveen. 
Titelverdedigster is Jorien ter Mors die de titel pakte tijdens de Nederlandse kampioenschappen schaatsen afstanden 2014

## Uitslag
| #      | Schaatser            | Tijd    |
| ------ | -------------------- | ------- |
| Goud   | Ireen Wüst           | 1.55,43 |
| Zilver | Marrit Leenstra      | 1.57,27 |
| Brons  | Antoinette de Jong   | 1.57,54 |
| 4      | Marije Joling        | 1.57,62 |
| 5      | Linda de Vries       | 1.58,32 |
| 6      | Melissa Wijfje       | 1.58,70 |
| 7      | Sanneke de Neeling   | 1.59,17 |
| 8      | Jorien Voorhuis      | 1.59,36 |
| 9      | Roxanne van Hemert   | 1.59,62 |
| 10     | Irene Schouten       | 1.59,65 |
| 11     | Manon Kamminga       | 1.59,72 |
| 12     | Diane Valkenburg     | 1.59,75 |
| 13     | Letitia de Jong      | 2.00,38 |
| 14     | Yvonne Nauta         | 2.00,52 |
| 15     | Margot Boer          | 2.01,34 |
| 16     | Mariska Huisman      | 2.01,36 |
| 17     | Reina Anema          | 2.01,67 |
| 18     | Jade van der Molen   | 2.02,32 |
| 18     | Miranda Dekker       | 2.02,32 |
| 20     | Sanne van der Schaar | 2.03,93 |
| 21     | Paulien Westerhof    | 2.04,70 |
| 22     | Natasja Roest        | 2.04,99 |
| 23     | Leeyen Harteveld     | 2.06,46 |
| DQ     | Carlijn Achtereekte  | –       |

1987 · 
1988 · 
1989 · 
1990 · 
1991 · 
1992 · 
1993 · 
1994 · 
1995 · 
1996 · 
1997 · 
1998 · 
1999 · 
2000 · 
2001 · 
2002 · 
2003 · 
2004 · 
2005 · 
2006 · 
2007 · 
2008 · 
2009 · 
2010 · 
2011 · 
2012 · 
2013 · 
2014 · 
2015 · 
2016 · 
2017 · 
2018 · 
2019 · 
2020 · 
2021 · 
2022 · 
2023 · 
2024 · 
2025